# Робин Райт
Робин Райт (на английски: Robin Wright) е американска актриса, носителка на награди „Златен глобус“ и „Сателит“, номинирана е за три награди „Сатурн“ и шест награди „Еми“. Известни филми с нейно участие са „Принцесата булка“, „Играчки“, „Форест Гъмп“, „Мъжете, които мразеха жените“, „Конгресът“, сериалите „Емпайър Фолс“ и „Къща от карти“.

## Биография
Робин Райт е родена на 8 април 1966 г. в Далас, Тексас. Баща ѝ Фред е изпълнителен директор във фармацевтична компания, а майка ѝ Гейл е изпълнителен директор и директор продажби в козметична компания „Mary Kay“. Когато е на две години родителите ѝ се развеждат, след което Робин, брат ѝ Ричард и майка ѝ се преместват да живеят в Сан Диего, Калифорния.
От 1986 до 1988 г. е омъжена за актьора Дейн Уидърспун, с когото се запознава по време на снимките на сериала „Санта Барбара“. През 1989 г. започва връзка с актьора Шон Пен. През 1991 г. ѝ е предложена ролята на Мериан във филма „Робин Худ: Принцът на разбойниците“, но Райт отказва защото е бременна. Първото дете на Пен и Райт е момиченце и се ражда през април 1991 г. По-късно отказва роля във филма „Фирмата“ (с участието на Том Круз) след като разбира, че е бременна с второ дете – момченце родено през 1993 г. на име Хопър Пен.
През 1996 г. Шон Пен и Робин Райт сключват брак. През 2009 г. двойката се рзделя, а през 2010 г. се развеждат официално. От 2012 до 2015 г. има връзка с актьора Бен Фостър.

## Кариера
Робин Райт започва професионалната си кариера на четиринадесетгодишна възраст като модел, като работи в Париж и Япония. Актьорската си кариера започва след като завършва гимназия с участие в сапунената опера „Санта Барбара“, за ролята си в която получава номинация за награда „Еми“. През 1987 г. играе за пръв път в пълнометражен филм – „Принцесата булка“ на режисьора Роб Райнър.

## Частична филмография
Кино
- 1987 – „Принцесата булка“ (The Princess Bride)
- 1990 – „Опрощаване на греховете“ (State of Grace)
- 1992 – „Играчки“ (Toys)
- 1994 – „Форест Гъмп“ (Forrest Gump)
- 1995 – „На кръстопът“ (The Crossing Guard)
- 1996 – „Мол Фландърс“ (Moll Flanders)
- 1997 – „Да бъдеш обичан“ (Loved)
- 1997 – „Тя е толкова прекрасна“ (She's So Lovely)
- 1998 – „Хърли-бърли“ (Hurlyburly)
- 1999 – „Писмо в бутилка“ (Message in a Bottle)
- 2000 – „Неуязвимият“ (Unbreakable)
- 2001 – „Клетвата“ (The Pledge)
- 2002 – „Белият олеандър“ (White Oleander)
- 2003 – „Пеещият детектив“ (The Singing Detective)
- 2004 – „Дом на края на света“ (A Home at the End of the World)
- 2006 – „Взлом“ (Breaking and Entering)
- 2007 – „Беулф“ (Beowulf)
- 2008 – „Тайните на Холивуд“ (What Just Happened)
- 2008 – „Ню Йорк, обичам те!“ (New York, I Love You)
- 2009 – „Правилата на играта“ (State of Play)
- 2009 – „Живот на парчета“ (The Private Lives of Pippa Lee)
- 2009 – „Коледна песен“ (A Christmas Carol)
- 2010 – „Конспираторът“ (The Conspirator)
- 2011 – „Кешбол“ (Moneyball)
- 2011 – „Полицейски участък Рампарт, Лос Анджелис“ (Rampart)
- 2011 – „Мъжете, които мразеха жените“ (The Girl with the Dragon Tattoo)
- 2013 – „Конгресът“ (The Congress)
- 2014 – „Най-търсеният човек“ (A Most Wanted Man)
- 2015 – „Еверест“ (Everest)

Телевизия
- 1984 – 1988 – „Санта Барбара“ (Santa Barbara)
- 2005 – „Емпайър Фолс“ (Empire Falls)
- 2013 – – „Къща от карти“ (House of Cards)